# XENPAK
XENPAK – standard transceivera opublikowany przez MSA (Multi Source Agreement) 12 marca 2001 roku. Jest to światłowodowy albo przewodowy transceiver działający w standardzie 10 Gigabit Ethernet, a więc zdolny do przesyłania danych z prędkością do 10 Gbit/s. 
Moduły XENPAK mogą działać zarówno ze światłowodem wielomodowym, jak i jednomodowym czy też z kablami miedzianymi InfiniBand – posiadającymi łączniki CX4. Dzięki modułom XENPAK możliwa jest transmisja sygnału na odległość do 80 km przy zastosowaniu włókien światłowodowych. Przy zastosowaniu kabli CX4 maksymalny dystans wynosi 15 m. Moduły XENPAK wykorzystują interfejs XAUI. 
W ostatnich latach moduły XENPAK zostały wyparte przez mniejsze urządzenia, zapewniające te same funkcjonalności, głównie przez moduły XFP lub SFP+. W 2002 roku powstały dwa zamienniki XENPAK: XPAK oraz X2. Posiadają one takie same elektryczne interfejsy co XENPAK, ale inne właściwości mechaniczne.